# Mariano Bizzarri
Mariano Bizzarri (Roma, 12 ottobre 1957) è un oncologo e saggista italiano, professore associato presso il dipartimento di Medicina Sperimentale dell'Università La Sapienza di Roma.

## Carriera
È Direttore del laboratorio di Biologia dei Sistemi presso il medesimo dipartimento. Sull'approccio sistemico alla biologia è stato il curatore di Systems Biology (2018). È stato presidente del Consiglio tecnico Scientifico dell'Agenzia Spaziale Italiana (ASI). Autore di pubblicazioni scientifiche internazionali e di saggi divulgativi, fra l'altro, sull'eziogenesi multifattoriale del cancro e sui rischi della manipolazione genetica, ha per esempio contribuito a spiegare che la melatonina blocca i tumori perché inibisce l'inibitore della p53 (l'MDM2), attiva due tipi di apoptosi e modifica il citoscheletro. È l'autore del primo dossier sugli effetti cancerogeni degli stabilimenti dell'ILVA di Taranto nonché della relazione su quello della Goodyear di Cisterna di Latina che ha portato alla condanna della multinazionale per danni alla salute. Ha contribuito a sviluppare un nuovo tipo di sensore che unisce le caratteristiche del 'naso elettronico' a quelle della 'lingua elettronica' per il riconoscimento di patologie sulla base delle alterazioni biofisiche indotte su una matrice di sensori da parte di campioni volatili (respiro) o liquidi (sangue, saliva, etc.).
È cofondatore dell'Italian Society for Space Biomedicine and Biochemistry e direttore editoriale della rivista scientifica Organisms.